# Bathyanthias
Bathyanthias is een geslacht van straalvinnige vissen uit de familie van zaag- of zeebaarzen (Serranidae).

## Soorten
- Bathyanthias cubensis (Schultz, 1958)
- Bathyanthias mexicanus (Schultz, 1958)
- Bathyanthias roseus Günther, 1880